# Gerris comatus
Gerris comatus är en insektsart som beskrevs av Drake och Hottes 1925. Gerris comatus ingår i släktet Gerris och familjen skräddare.

## Underarter
Arten delas in i följande underarter:
- G. c. comatus
- G. c. mickeli